# Escalier de secours
Un escalier de secours est un escalier alternatif, imposé par une réglementation urbanistique, afin de permettre l'évacuation d'urgence des occupants d'un immeuble. Le premier prototype a été créé par Anna Connelly (en) et consistait en un pont permettant d'accéder à l'immeuble d'à côté.

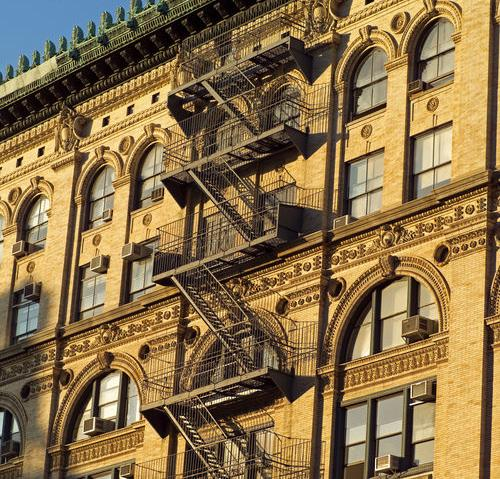
Escalier de secours d'un immeuble à Manhattan
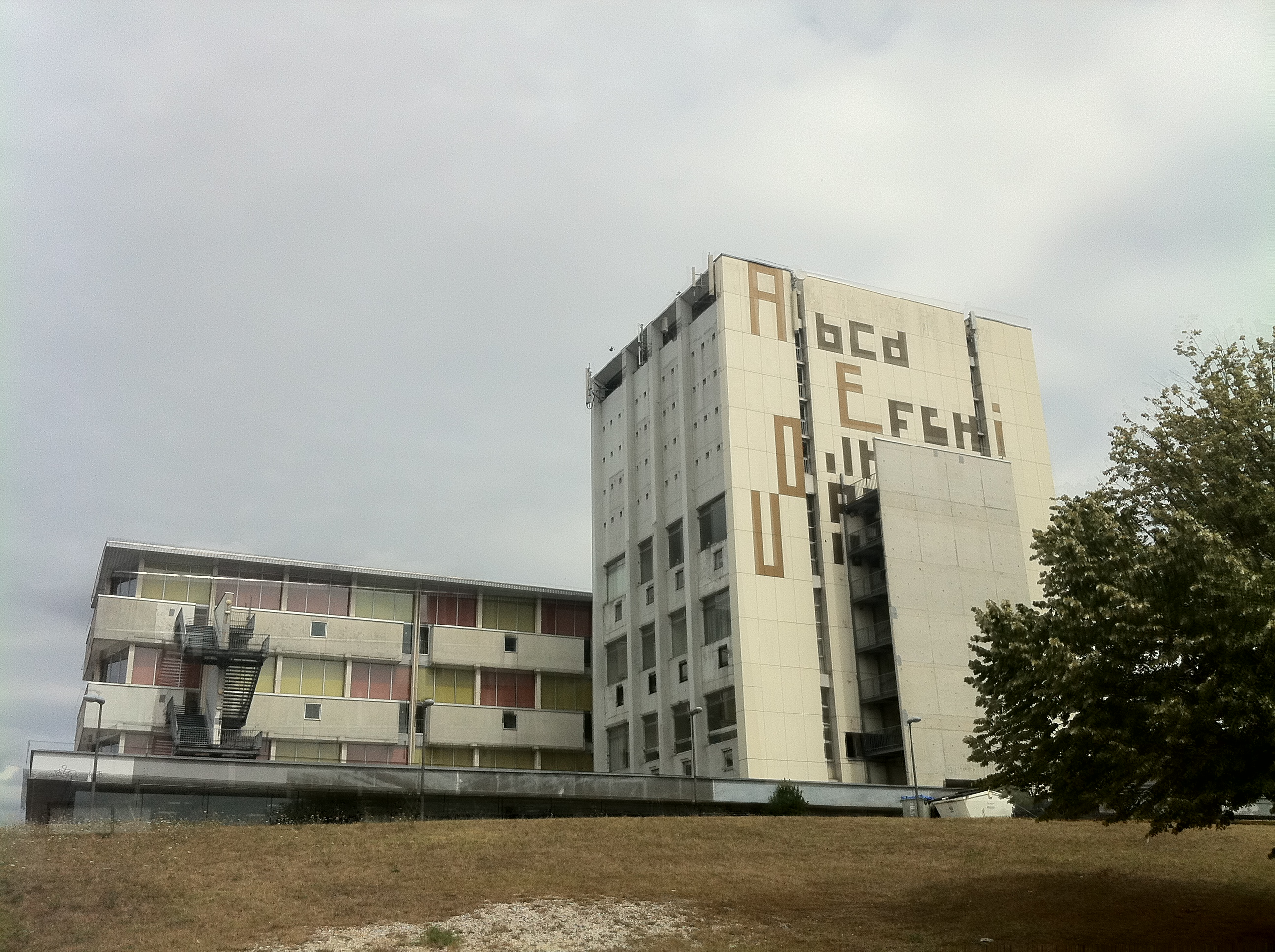
L'escalier de secours de la bibliothèque universitaire de Bordeaux-Montaigne entre le mur d'échiffre et le mur des lettres